# Садовое (Воронежская область)
Садовое — село в Аннинском районе Воронежской области России. 
Административный центр Садовского сельского поселения.

## География
Садовое расположено на левом берегу реки Битюг.
Ближайшие сёла: Бродовое, Новый Курлак, Большие Ясырки.

## Население
| 1859  | 1897  | 1979  | 2000  | 2002  | 2005  | 2010  | 2012  | 2013  |
| ----- | ----- | ----- | ----- | ----- | ----- | ----- | ----- | ----- |
| 2789  | ↗3564 | ↗6242 | ↘5333 | ↘5081 | →5081 | ↘4298 | ↘4226 | ↗4245 |
| 2014  | 2015  | 2016  | 2017  | 2018  | 2019  | 2020  | 2021  |       |
| ↘4243 | ↘4184 | ↘4126 | ↘4118 | ↘4064 | ↘4025 | ↗4037 | ↘3650 |       |

## История
Есть предположение, что ещё в 1686 году на это место пришла группа служилых людей и положила начало Садовому. Мелкие служилые люди позднее стали называться однодворцами. А однодворцы, по сведениям XVII века, составляли часть населения Садового. Вторая, большая часть жителей пришла сюда в 1701 году. Это были дворцовые крестьяне из Ростовского, Костромского и Пошехонского уездов. В апреле 1708 года в Садовое (тогда это была ещё деревня) ворвался отряд булавинцев и забрал дворцовых лошадей.
В 1804 году часть села попала в крепостную зависимость. Дворцовые крестьяне (а их в это время насчитывалось 145 дворов) были «пожалованы» камер-фрейлине А. С. Протасовой. Она же стала хозяйкой части земли, которую запахивали крестьяне. Позднее владение Протасовой перешло в руки князя И. Васильчикова. Васильчиков в 1836 году построил сахарный завод. Это примитивное предприятие, расположенное в плетневом помещении, долго не давало хозяину достаточных доходов. Только через 20 лет, с появлением хорошего мастера, крепостного умельца Григория Есина, на заводе дела пошли лучше.
Среди крепостных князя Васильчикова из числа садовчан были также искусные мастера разведения тонкорунных овец. Их имена остались неизвестными, а заслуга распространения овцеводства в Воронежской губернии приписывается Васильчикову. В справочнике «Воронежская губерния», составленном в 1862 году В. Михалевичем, говорится:

«Первоначальное заведение тонкорунных овец в губернии было положено бирюченским помещиком Гардениным в 1809 году; отсюда тонкорунное овцеводство постепенно начало распространяться по целой губернии; с 1836 года, со временем учреждении в имени князя Васильчикова в Большом Садовом Бобровского уезда племенной овчарни, эта отрасль скотоводства быстрыми шагами двинулась и стоит в настоящее время на значительной степени совершенства».

Князь Васильчиков, бывший киевский губернатор, и его наследники жестоко эксплуатировали крестьян села Садовое на полях, на фермах, на сахарном заводе. Даже получив в 1861 году «волю», садовский крестьянин, гонимый нуждой, за бесценок отдавал свой труд помещикам Васильчиковым, которые рядом с селом имели 4600 десятин пашни. В 1902 году садовские крестьяне пытались захватить у господ землю и лес. А в ночь на 28 июня 1906 года они разгромили имение князя Васильчикова. Причиной разгрома была слишком высокая плата за землю, сдаваемую крестьянам в аренду (по 20 рублей за десятину).
Первопоселенцы села обосновались около озера Садового, которое и дало имя селу.
В 1867 году в Садовом была построена деревянная Богоявленская церковь.
В 1935—1957 годах Садовое — центр Садовского района.
В марте 2019 года состоялось закрытие Садовского сахарного завода — одного из старейших заводов в области, что вызвало негативную реакцию местных жителей.